# Astragalus thurberi
Astragalus thurberi är en ärtväxtart som beskrevs av Asa Gray. Astragalus thurberi ingår i släktet vedlar, och familjen ärtväxter. Inga underarter finns listade i Catalogue of Life.